# Goalball-Bundesliga 2016
Die Goalball-Bundesliga 2016 war die vierte Austragung der höchsten deutschen Spielklasse im Goalball. In ihr wurde zwischen dem 6. Februar und dem 11. Juni 2016 der 26. deutsche Goalballmeister ermittelt. Nach Saisonende stand der BFV Ascota Chemnitz an der Tabellenspitze und wurde somit zum ersten Mal deutscher Meister. Torschützenkönig wurde Michael Feistle von der SSG Blindenstudienanstalt Marburg mit 45 Toren.

## Teilnehmende Mannschaften
| Stadt               | Mannschaft                            |
| Chemnitz            | BFV Ascota Chemnitz                   |
| Dortmund            | ISC Viktoria Kirchderne               |
| Dresden             | SGV Dresden                           |
| Königs Wusterhausen | SSV Blindenschule Königs Wusterhausen |
| Marburg             | SSG Blindenstudienanstalt Marburg     |
| Neukloster          | VfL Blau-Weiß Neukloster              |
| Nürnberg            | BVSV Nürnberg                         |
| Rostock             | Rostocker GC Hansa                    |

## Spielübersicht
| Datum                 |                                       | Ergebnis | !Austragungsort                                               |
| --------------------- | ------------------------------------- | -------- | ------------------------------------------------------------- |
| 06.02.2016, 09:30 Uhr | BFV Ascota Chemnitz                   | 15:50    | VfL Blau-Weiß Neukloster \|\|Chemnitz                         |
| 06.02.2016, 10:40 Uhr | SSV Blindenschule Königs Wusterhausen | 6:6      | BVSV Nürnberg \|\|Chemnitz                                    |
| 06.02.2016, 11:50 Uhr | SGV Dresden                           | 10:40    | VfL Blau-Weiß Neukloster \|\|Chemnitz                         |
| 06.02.2016, 13:00 Uhr | SSV Blindenschule Königs Wusterhausen | 03:12    | BFV Ascota Chemnitz \|\|Chemnitz                              |
| 06.02.2016, 14:10 Uhr | VfL Blau-Weiß Neukloster              | 8:5      | BVSV Nürnberg \|\|Chemnitz                                    |
| 06.02.2016, 15:20 Uhr | SGV Dresden                           | 9:8      | SSV Blindenschule Königs Wusterhausen \|\|Chemnitz            |
| 12.03.2016, 09:30 Uhr | VfL Blau-Weiß Neukloster              | 07:17    | Rostocker GC Hansa \|\|Elmenhorst/Lichtenhagen                |
| 12.03.2016, 10:40 Uhr | SSV Blindenschule Königs Wusterhausen | 11:10    | ISC Viktoria Kirchderne \|\|Elmenhorst/Lichtenhagen           |
| 12.03.2016, 11:50 Uhr | SSG Blindenstudienanstalt Marburg     | 11:10    | Rostocker GC Hansa \|\|Elmenhorst/Lichtenhagen                |
| 12.03.2016, 13:00 Uhr | ISC Viktoria Kirchderne               | 01:11    | VfL Blau-Weiß Neukloster \|\|Elmenhorst/Lichtenhagen          |
| 12.03.2016, 14:10 Uhr | SSV Blindenschule Königs Wusterhausen | 05:11    | SSG Blindenstudienanstalt Marburg \|\|Elmenhorst/Lichtenhagen |
| 12.03.2016, 15:20 Uhr | Rostocker GC Hansa                    | 14:40    | ISC Viktoria Kirchderne \|\|Elmenhorst/Lichtenhagen           |
| 16.04.2016, 10:00 Uhr | BVSV Nürnberg                         | 9:8      | BFV Ascota Chemnitz \|\|Nürnberg                              |
| 16.04.2016, 11:40 Uhr | BVSV Nürnberg                         | 12:20    | ISC Viktoria Kirchderne \|\|Nürnberg                          |
| 16.04.2016, 12:50 Uhr | BFV Ascota Chemnitz                   | 9:7      | SGV Dresden \|\|Nürnberg                                      |
| 16.04.2016, 14:30 Uhr | BFV Ascota Chemnitz                   | 13:30    | ISC Viktoria Kirchderne \|\|Nürnberg                          |
| 16.04.2016, 15:40 Uhr | SGV Dresden                           | 4:5      | BVSV Nürnberg \|\|Nürnberg                                    |
| 28.05.2016, 09:30 Uhr | SGV Dresden                           | 04:14    | SSG Blindenstudienanstalt Marburg \|\|Marburg                 |
| 28.05.2016, 10:40 Uhr | BVSV Nürnberg                         | 05:12    | Rostocker GC Hansa \|\|Marburg                                |
| 28.05.2016, 11:50 Uhr | ISC Viktoria Kirchderne               | 04:14    | SSG Blindenstudienanstalt Marburg \|\|Marburg                 |
| 28.05.2016, 13:00 Uhr | SGV Dresden                           | 02:12    | Rostocker GC Hansa \|\|Marburg                                |
| 28.05.2016, 14:10 Uhr | SSG Blindenstudienanstalt Marburg     | 11:10    | BVSV Nürnberg \|\|Marburg                                     |
| 28.05.2016, 15:20 Uhr | SGV Dresden                           | 14:40    | ISC Viktoria Kirchderne \|\|Marburg                           |
| 11.06.2016, 09:30 Uhr | VfL Blau-Weiß Neukloster              | 08:18    | SSG Blindenstudienanstalt Marburg \|\|Hamburg                 |
| 11.06.2016, 10:40 Uhr | SSV Blindenschule Königs Wusterhausen | 04:14    | Rostocker GC Hansa \|\|Hamburg                                |
| 11.06.2016, 11:50 Uhr | BFV Ascota Chemnitz                   | 10:80    | SSG Blindenstudienanstalt Marburg \|\|Hamburg                 |
| 11.06.2016, 14:10 Uhr | VfL Blau-Weiß Neukloster              | 08:11    | SSV Blindenschule Königs Wusterhausen \|\|Hamburg             |
| 11.06.2016, 15:20 Uhr | BFV Ascota Chemnitz                   | 10:30    | Rostocker GC Hansa \|\|Hamburg                                |

## Abschlusstabelle
| Pl. | Mannschaft                            | Sp. | S | U | N | Tore    | Diff. | Punkte |
| --- | ------------------------------------- | --- | - | - | - | ------- | ----- | ------ |
| 1.  | BFV Ascota Chemnitz                   | 7   | 6 | 0 | 1 | 077:380 | +39   | 18     |
| 2.  | SSG Blindenstudienanstalt Marburg (M) | 7   | 6 | 0 | 1 | 087:420 | +45   | 18     |
| 3.  | Rostocker GC Hansa 1                  | 7   | 5 | 0 | 2 | 082:430 | +39   | 12     |
| 4.  | BVSV Nürnberg                         | 7   | 3 | 1 | 3 | 043:510 | −8    | 10     |
| 5.  | SGV Dresden (N)                       | 7   | 3 | 0 | 4 | 050:560 | −6    | 09     |
| 6.  | SSV Blindenschule Königs Wusterhausen | 7   | 2 | 1 | 4 | 048:610 | −13   | 07     |
| 7.  | VfL Blau-Weiß Neukloster              | 7   | 2 | 0 | 5 | 051:770 | −26   | 06     |
| 8.  | ISC Viktoria Kirchderne               | 7   | 0 | 0 | 7 | 019:890 | −70   | 0      |

Farblegende:

Bei Punktgleichheit entschieden über die Tabellenplatzierung:
1. der direkte Vergleich,
2. die Tordifferenz,
3. die Anzahl der erzielten Tore,
4. ein Entscheidungsspiel.

## Torschützenliste
| Platz | Name             | Mannschaft                        | Tore |
| 1.    | Michael Feistle  | SSG Blindenstudienanstalt Marburg | 45   |
| 2.    | Marcel Lehmann   | VfL Blau-Weiß Neukloster          | 37   |
| 2.    | Thomas Steiger   | Rostocker GC Hansa                | 37   |
| 4.    | Tobias Vestweber | SSG Blindenstudienanstalt Marburg | 34   |
| 5.    | Oliver Hörauf    | BFV Ascota Chemnitz               | 32   |
| 6.    | Reno Tiede       | Rostocker GC Hansa                | 29   |

Beste Torschützin war Stefanie Behrens vom ISC Viktoria Kirchderne mit 8 Toren.

## Relegation
| Datum                 |                                       | Ergebnis | !Austragungsort                                   |
| --------------------- | ------------------------------------- | -------- | ------------------------------------------------- |
| 26.11.2016, 09:00 Uhr | SpVgg 03 Ilvesheim                    | 4:7      | SSG Blindenstudienanstalt Marburg II \|\|Marburg  |
| 26.11.2016, 10:00 Uhr | SSV Blindenschule Königs Wusterhausen | 11:10    | LE Sport Leipzig \|\|Marburg                      |
| 26.11.2016, 11:00 Uhr | FC St. Pauli                          | 14:70    | SpVgg 03 Ilvesheim \|\|Marburg                    |
| 26.11.2016, 12:00 Uhr | SSG Blindenstudienanstalt Marburg II  | 3:5      | SSV Blindenschule Königs Wusterhausen \|\|Marburg |
| 26.11.2016, 13:00 Uhr | LE Sport Leipzig                      | 05:15    | FC St. Pauli \|\|Marburg                          |
| 26.11.2016, 14:00 Uhr | SSV Blindenschule Königs Wusterhausen | 5:0      | SpVgg 03 Ilvesheim \|\|Marburg                    |
| 26.11.2016, 15:00 Uhr | LE Sport Leipzig                      | 01:11    | SSG Blindenstudienanstalt Marburg II \|\|Marburg  |
| 26.11.2016, 16:00 Uhr | FC St. Pauli                          | 02:12    | SSV Blindenschule Königs Wusterhausen \|\|Marburg |
| 26.11.2016, 17:00 Uhr | SpVgg 03 Ilvesheim                    | 12:12    | LE Sport Leipzig \|\|Marburg                      |
| 26.11.2016, 18:00 Uhr | SSG Blindenstudienanstalt Marburg II  | 08:10    | FC St. Pauli \|\|Marburg                          |

| Pl. | Mannschaft                            | Sp. | S | U | N | Tore    | Diff. | Punkte |
| --- | ------------------------------------- | --- | - | - | - | ------- | ----- | ------ |
| 1.  | SSV Blindenschule Königs Wusterhausen | 4   | 4 | 0 | 0 | 033:600 | +27   | 12     |
| 2.  | FC St. Pauli                          | 4   | 3 | 0 | 1 | 041:320 | +9    | 09     |
| 3.  | SSG Blindenstudienanstalt Marburg II  | 4   | 2 | 0 | 2 | 029:200 | +9    | 06     |
| 4.  | SpVgg 03 Ilvesheim                    | 4   | 0 | 1 | 3 | 023:380 | −15   | 01     |
| 5.  | LE Sport Leipzig                      | 4   | 0 | 1 | 3 | 019:490 | −30   | 01     |

Farblegende:

Bei Punktgleichheit entschieden über die Tabellenplatzierung:
1. der direkte Vergleich,
2. die Tordifferenz,
3. die Anzahl der erzielten Tore,
4. ein Entscheidungsspiel.